# ينس-كارل كريستنسن
ينس-كارل كريستنسن (بالدنماركية: Jens-Carl Kristensen)‏ هو مدرب كرة قدم ولاعب كرة قدم دنماركي في مركز الهجوم، ولد في 2 مارس 1933 في الدنمارك في مملكة الدنمارك. شارك مع منتخب الدنمارك لكرة القدم. أما مع النوادي، فقد لعب مع نادي لو تشو دي فوندز.